# Caprica
Caprica je američka znanstveno-fantastična drama, spin-off Battlestar Galactice, kronološki smještena 58 godina prije događanja iz nje. Prateći zbivanja u obiteljima Graystone i Adama, prikazan je život na Dvanaest kolonija te postanak Sajlonaca, robota koji će u budućnosti čovječanstvo dovesti do ruba izumiranja.
27. listopada 2010. Syfy je navodeći slabu gledanost kao uzrok, ukinio seriju te povukao preostalih pet epizoda iz njihovih predviđenih termina.